# Hiệu phó (phim truyền hình)
Vice Principals là một bộ phim truyền hình thể loại hài đen của Mỹ, đồng sáng tạo bởi Danny McBride và Jody Hill.  Phim xoay quanh việc hai ông hiệu phó của một trường trung học đối đầu nhau để giành lấy chiếc ghế hiệu trưởng đang bỏ trống.
Phim có sự xuất hiện của các diễn viên Danny McBride, Walton Goggins, Kimberly Hébert Gregory, Dale Dickey, Georgia King, Sheaun McKinney, Busy Philipps và Shea Whigham. Loạt phim được HBO đặt hàng vào tháng 5 năm 2014 với 18 tập đặt trước, được chia ra làm hai mùa trong thời gian gấp rút. Sê-ri bắt đầu bấm máy năm 2015 và đóng máy vào giữa năm 2016, được công chiếu vào ngày 17 tháng 7 năm 2016 Mùa hai, cũng là mùa cuối của loạt phim này; được lên sóng vào ngày 17 tháng 9, 2017, và kết thúc vào ngày 12 tháng 11 năm 2017.

## Giới thiệu

### Mùa 1
Mùa một của bộ phim về hai ông hiệu phó trường trung học đối đầu nhau để giành lấy chiếc ghế hiệu trưởng đang bỏ trống.

### Mùa 2
Mùa hai của bộ phim về hai ông hiệu phó cạnh tranh chiếc ghế hiệu trưởng, nhưng lần này họ buộc phải hợp lức để nhổ đi cái gai trước mắt: vị nữ hiệu trưởng đang đương chức.